# Дадыкин, Всеволод Петрович
Всеволод Петрович Дадыкин (16 апреля 1910, Вильна — 16 апреля 1976, Москва) — советский учёный-биолог, физиолог растений, председатель Президиума Якутского филиала Академии наук CCCP, председатель Президиума Карельского филиала АН СССР (1960—1962). Специалист в области физиологии растений, один из крупнейших исследователей жизни растений в экстремальных условиях.

## Биография
Родился в семье преподавателей гимназии. Школу с педагогическим уклоном закончил в Москве, куда семья переехала из Архангельска.
В 1931 году закончил Сельскохозяйственную академию имени К. А. Тимирязева. В 1931—1934 годах работал на Дальнем Востоке, а именно в Родничном льносовхозе Шимановского района. Работал агрономом в Охотско-Колымском крае, также консультантом по северному земледелию в Комитете Севера ВЦИК.
В 1935—1937 годах, в составе Индигирской экспедиции, участвовал в разработке и освоении Северного морского пути.
В 1939 году поступил в аспирантуру Всесоюзного института растениеводства, в феврале 1941 года защитил кандидатскую диссертацию по теме «Изменения органомерзлотных свойств почв Кольского полуострова и эффективности минеральных удобрений на этих почвах в связи с их окультуриванием» и переехал на работу в Якутию, на Якутскую научно-исследовательскую мерзлотную станцию. Работал в районе Воркуты, где была опубликована совместная статья с О. А. Бозоян в 1946.
С началом Великой Отечественной войны пришлось прервать научную работу. Всеволод Петрович уходит на фронт, где при Тимирязевской академии на курсах «Выстрел» получает высшее военное образование. В. П. Дадыкин в 1942 году получил тяжёлое осколочное ранение грудной клетки, награждён орденами и медалями. Демобилизован в июле 1946 года.
С 1946 года работал в Институте мерзлотоведения АН СССР.
С 1949 — Всеволод Петрович стал старшим научным сотрудником по специальности биология вечномерзлотных почв.
В 1951 году защитил докторскую диссертацию и опубликовал монографию «Особенности поведения растений на холодных почвах», за которую получил в 1953 году премию им. К. А. Тимирязева.
В 1952—1957 годах — заместитель председателя, председатель Президиума Якутского филиала Академии наук CCCP.
В 1960—1962 годах — председатель Президиума Карельского филиала АН СССР.
С 1963 — старший научный сотрудник лаборатории лесоведения АН СССР.
В 1962—1970 годах по приглашению С. П. Королёва и М. В. Келдыша работал в организации п/я 3452 (в дальнейшем — Институт медико-биологических проблем РАН). Здесь В. П. Дадыкин работает по тематике космического растениеводства: использование высших растений для регенерации пищи, воды, атмосферы в закрытых системах, создание фитоценозов в кораблях.
В 1970—1976 годах — заведующий кафедрой ботаники и физиологии растений Московского лесотехнического института. Параллельно он занимался обучением студентов. О В. П. Дадыкине многие его коллеги и ученики вспоминают с теплотой, например, такие как Э. В. Ивантер, Л. П. Рысин.
В 1975 году участник Международного ботанического съезда в Ленинграде.
Награждён орденом Красной Звезды.
Скончался скоропостижно в день своего дня рождения. Похоронен на Химкинском кладбище Москвы.

## Научные труды
Автор более 200 научных работ.
Некоторые из них:
- Дадыкин В. П. Особенности поведения растений на холодных почвах. — М., 1952.
- Дадыкин В. П. Космическое растениеводство. — М., 1968.